# 안동 사신리 느티나무
안동 사신리 느티나무(安東 四新里 느티나무)는 경상북도 안동시 녹전면 사신리에 있는 느티나무이다. 1982년 11월 9일 대한민국의 천연기념물 제275호로 지정되었다.
수령이 600년 된 느티나무로 나무 높이는 29.7미터이고, 가슴 높이에서 잰 줄기 둘레는 10.1미터이다. 보호구역 면적은 1,815m2이고, 안동시가 관리한다.

## 개요
느티나무는 우리나라를 비롯하여 일본, 대만, 중국 등의 따뜻한 지방에 분포하고 있다. 가지가 사방으로 퍼져 자라서 둥근 형태로 보이며, 꽃은 5월에 피고 열매는 원반모양으로 10월에 익는다. 줄기가 굵고 수명이 길어서 쉼터역할을 하는 정자나무로 이용되거나 마을을 보호하고 지켜주는 당산나무로 보호를 받아왔다.
안동 사신리의 느티나무는 나이가 600년 정도로 추정되며, 높이 29.7m, 둘레 10.1m이다. 주민들은 이 나무를 마을의 수호신으로 생각하며 정월 대보름에는 온 마을 사람들이 이 나무 밑에 모여서 새해의 행운과 풍년을 기원한다고 한다.
안동 사신리의 느티나무는 오랜 세월 동안 조상들의 관심과 보살핌 가운데 살아온 민속적·생물학적 자료로서 보존가치가 높아 천연기념물로 지정·보호하고 있다.

## 같이 보기
- 느티나무

## 참고 자료
- 안동 사신리 느티나무 - 국가유산청 국가유산포털